# Pau Pérez-Sales
Pau Pérez-Sales és un psiquiatre i director de postdoctorat en Salut Mental en Violència Política i Catàstrofes de la Universitat Complutense de Madrid.  També està afiliat al Servei de Psiquiatria de l'Hospital La Paz de Madrid i és director de Sir[a], també anomenat Centre Sira, o Centre de recerca, documentació forense i rehabilitació de víctimes de maltractaments i tortures.

## Educació
Pau Pérez-Sales és llicenciat en medicina per la Universitat de Barcelona i va fer l'especialitat de psiquiatria a l'Hospital La Paz de Madrid. El 1994 es va doctorar en Psiquiatria per la Universitat Autònoma de Madrid.

## Recerca i carrera professional
Pau Pérez-Sales és expresident de la Secció de Conseqüències Psicològiques de la Persecució i la Tortura de l'Associació Mundial de Psiquiatria. Ha realitzat una extensa recerca científica sobre la tortura i la tortura psicològica.  Va definir el concepte d'"entorns torturants",   i va desenvolupar un conjunt d'eines per a quantificar-los i estudiar-los.
Ha treballat també com a consultor per a l'Organització Mundial de la Salut, el grup del Comitè Permanent entre Agències sobre Salut Mental i Suport Psicosocial en Situacions d'Emergència, Guia d'Intervenció MH-GAP Programa d'Avaluació Ràpida en Emergències i programes coordinats de MHPSS per a Metges del Món i Metges Sense Fronteres.
Com a expert forense, ha treballat en l'avaluació de la credibilitat de les acusacions de tortura i en protocols per a documentar la tortura psicològica, inclosa la privació del somni, l'ús d'amenaces com a maltractaments i tortura, la fam com a tortura, l'ús d'internet i les tecnologies de les comunicacions, entre d'altres.
Els seus altres interessos de recerca inclouen la psicoteràpia en traumes individuals i comunitaris, la psiquiatria transcultural, factors posttraumàtics i resiliència. Va desenvolupar el qüestionari VIU com un instrument integrador per a avaluar l'impacte de les experiències traumàtiques en la identitat i les visions del món. A més, ha capacitat i dirigit recerques en més de 20 països.
Amb més de 20 anys d'experiència professional, Pau Pérez-Sales va tenir un paper fonamental en el moviment de Psicologia de l'Alliberament d'Amèrica Llatina, i va viure i va treballar a Nicaragua, Guatemala, Mèxic, El Salvador, Xile i Colòmbia amb organitzacions de base i sent autor d'una vasta producció de llibres i articles relacionats amb desaparicions forçades,  exhumació de fosses comunes i polítiques de debò i reparació.
Com a perit forense ha documentat tortures individuals i col·lectives, incloent-hi el cas d'Ester Quintana, Julian Assange, el Referèndum de l'1 d'Octubre, la Massacre de Santa Bàrbara (el Perú) entre d'altres.

## Afiliacions
Pau Pérez-Sales és redactor responsable de la revista Torture i ex editor associat de Intervention International Journal of Mental Health and Psychosocial Support in Conflict-Affected Areas.

## Llibres publicats
- (2022). Violencia y Trauma: del Trabajo comunitario a la psicoterapia. Guía de procesos y programas integrados..  Irredentos Libros.
- (2021). Repensar Experiencias. Evaluación (y diseño) de programas psicosociales. Metodologías y Técnicas.  Irredentos Libros.
- (2020). Cuestionario VIVO. La medida del impacto psicológico de experiencias extremas.  Irredentos Libros.
- (2016). Psychological torture : definition, evaluation and measurement.  New York: Routledge. ISBN 978-1-315-61694-0. OCLC 954617171.
- (2016). Violencia y trauma: Del trabajo comunitario a la psicoterapia. Guía de procesos y programa de intervención desde una perspectiva comunitaria.  Irredentos Libros.
- (2013). La Medida del Impacto Psicológico de Experiencias Extremas.  Irredentos Libros.
- (2009). Violencia y salud mental.  Asociación Española de Neuropsiquiatría, Estudios.
- (2007). Resistencias contra el Olvido. Trabajo psicosocial en procesos de exhumaciones..  Ed GEDISA. ISBN 978-84-9784-257-0.
- (2006). Trauma, culpa y duelo : hacia una psicoterapia integradora, programa de autoformación en psicoterapia de respuestas traumáticas.  Bilbao: Desclée de Brouwer. ISBN 9788433020567. OCLC 752460238.
- (2004) Psicología y Psiquiatria Transcultural. Bases prácticas para la acción.  Desclee de Brower.
- (2001). Chiapas : Fundamentos Psicológicos de una Guerra Contemporánea.  GAC/PRODH.
- (1999). Reconstruir el tejido Social. Un enfoque critico de la ayuda humanitaria.  Icaria.
- (1999). Actuaciones Psicosociales en Guerra y Violencia Política.  Ex-Libris.
- (1999). Reconstruir el tejido Social. Un enfoque critico de la ayuda humanitaria.  Icaria.
- (1998). Muerte y desaparición forzada en la Araucanía: una perspectiva étnica.  LOM.